# Jan Jurek
Jan Jurek (ur. 14 maja 1905 w Godowie, zm. 10 kwietnia 1993 w Warszawie) – polski działacz ludowy i lekarz, poseł na Sejm Ustawodawczy (1947–1952).

## Życiorys
Był synem Aleksandra. W 1934 ukończył medycynę na Uniwersytecie Stefana Batorego w Wilnie i przed wybuchem II wojny światowej pracował jako dyrektor i ordynator szpitala powiatowego w Szacku na Wołyniu, gdzie był także chirurgiem.
W czasie polskiej wojny obronnej we wrześniu 1939 jako lekarz wojskowy dostał się do niewoli, z której jednak zdołał zbiec w rodzinne strony, gdzie podjął pracę jako lekarz w Ostrowcu Świętokrzyskim i okolicach. W czasie okupacji niemieckiej działał w konspiracyjnych Związku Pracy Ludowej „Orka” i Stronnictwie Ludowym „Roch” oraz Batalionach Chłopskich. W maju 1944 został awansowany na majora BCh. Należał do Armii Krajowej w powiecie opatowskim.
Po wojnie organizował struktury SL w Katowicach, zasiadał w jego władzach wojewódzkich oraz w Wojewódzkiej Radzie Narodowej. Pracował tam też ponownie jako chirurg. Od 1947 do 1952 pełnił mandat posła na Sejm Ustawodawczy (z puli SL, które w 1949 współtworzyło Zjednoczone Stronnictwo Ludowe). W latach 50. osiadł w Warszawie.
Pochowany na wojskowych Powązkach.

## Ordery i odznaczenia
- Krzyż Kawalerski Orderu Odrodzenia Polski
- Złoty Krzyż Zasługi (25 czerwca 1946[1])
- Krzyż Srebrny Orderu Virtuti Militari
- Krzyż Armii Krajowej